# Əhməd Abdinov
Əhməd Şahvələd oğlu Abdinov (russisch Ахмед Шахвалад оглы Абдинов Achmed Schachwalad ogly Abdinow; englische Transkription Ahmad Shahvalad oglu Abdinov; * 30. Mai 1945 in Behrud, Rayon Ordubad, Nachitschewan, AsSSR, UdSSR) ist ein aserbaidschanischer Physiker, Hochschullehrer und ehemaliger Vizeminister für Bildung (1993–2000).

## Leben und Leistungen
Abdinov begann sein Studium der Physik 1963 an der Staatlichen Universität Baku und schloss dieses 1968 mit Auszeichnung ab. Anschließend war er wissenschaftlicher Mitarbeiter am Institut für Physik der Akademie der Wissenschaften der AsSSR, bevor er 1969 als Doktorand an das Physikalisch Technisches Institut Joffe der Akademie der Wissenschaften der UdSSR in Sankt Petersburg wechselte. 1972 verteidigte er seine Dissertation über Germanium-Halbleiter und erlangte 1979 seinen Doktor der physikalischen und mathematischen Wissenschaften über elektronische Prozesse in Halbleitern des Typs III–VI.
Əhməd Abdinov ist seit 1972 an der Fakultät für Physik der Staatlichen Universität Baku tätig. Anfangs als Assistent (1972–1975), wurde er 1975 zum Dozenten, 1979 zum außerordentlichen Professor und 1981 zum Professor ernannt. In den Jahren 1988 und 1989 war er Dekan der Fakultät für Physik. 1989 wurde Abdinov Leiter und wissenschaftlicher Direktor des Labors für Festkörperelektronik und 1992 zum Leiter der Abteilung für Physikalische Elektronik. Am 2. Dezember 1993 wurde Abdinov zum stellvertretenden Minister für Bildung ernannt und am 4. Januar 2000 von diesem Posten entlassen. Seit 2000 ist er Inhaber des Lehrstuhls für Physikalische Elektronik und unterrichtet über Optoelektronik, Festkörperelektronik und allgemeine Physik. Seine Forschungsinteresse liegt in den Eigenschaften elektronischer Prozesse in ungeordneten Halbleitermaterialien und -strukturen.
1977 wurde Abdinov mit dem Lenin-Komsomol-Preis im Bereich Wissenschaft und Technik ausgezeichnet, war 1993 Laureat der Internationalen Soros Foundation und wurde 1995 zum Mitglied der New York Academy of Sciences ernannt.
Abdinov ist verheiratet und hat drei Kinder. Sein Bruder ist der Physiker Cavad Şahvələd oğlu Abdinov.

## Werke (Auswahl)
- Ə. Ş. Abdinov, H. M. Məmmədov: Bərk cisimlər elektronikası. Ali məktəblər üçün dərs vəsaiti. Təhsil, Bakı 2004 (aserbaidschanisch, 136 S., bsu.az [PDF; 5,8 MB; abgerufen am 21. Mai 2018]).
- Ə. Ş. Abdinov, N. M. Mehdiyev: Optoelektronika. Ali məktəblər üçün dərslik. Maarif, Bakı 2005 (aserbaidschanisch, 408 S., bsu.az [PDF; 22,9 MB; abgerufen am 21. Mai 2018]).
- Ə. Ş. Abdinov, R. F. Mehdiyev, T. X. Hüseynov: Fiziki elektronikanın tarixi və metodologiyası. Dərs vəsaiti. Bakı 2008 (aserbaidschanisch, 166 S., bsu.az [PDF; 1,5 MB; abgerufen am 21. Mai 2018]).
- Əhməd Abdinov, Vaqif Səfərov: Elektron texnikasının materialları və nanotexnologiyanın əsasları. Ali məktəblər üçün dərslik. Təhsil, Bakı 2010 (aserbaidschanisch, 184 S., bsu.az [PDF; 9,1 MB; abgerufen am 21. Mai 2018]).
- Ə. Ş. Abdinov, İ. S. Həsənov, T. X. Hüseynov: Elektron cihazları və emissiya elektronikasının əsasları. Ali məktəblər üçün dərs vəsaiti. Təhsil, Bakı 2011 (aserbaidschanisch, 359 S., bsu.az [PDF; 15,0 MB; abgerufen am 21. Mai 2018]).